# Villamayor de Gállego
Villamayor de Gállego är en kommun i Spanien.   Den ligger i provinsen Provincia de Zaragoza och regionen Aragonien, i den nordöstra delen av landet, 280 km nordost om huvudstaden Madrid. Antalet invånare är 2 838. Arean är 89 kvadratkilometer.
Terrängen i Villamayor de Gállego är lite kuperad.